# Motithang Takin Preserve
Koordinaten: 27° 28′ 54″ N, 89° 36′ 40″ O

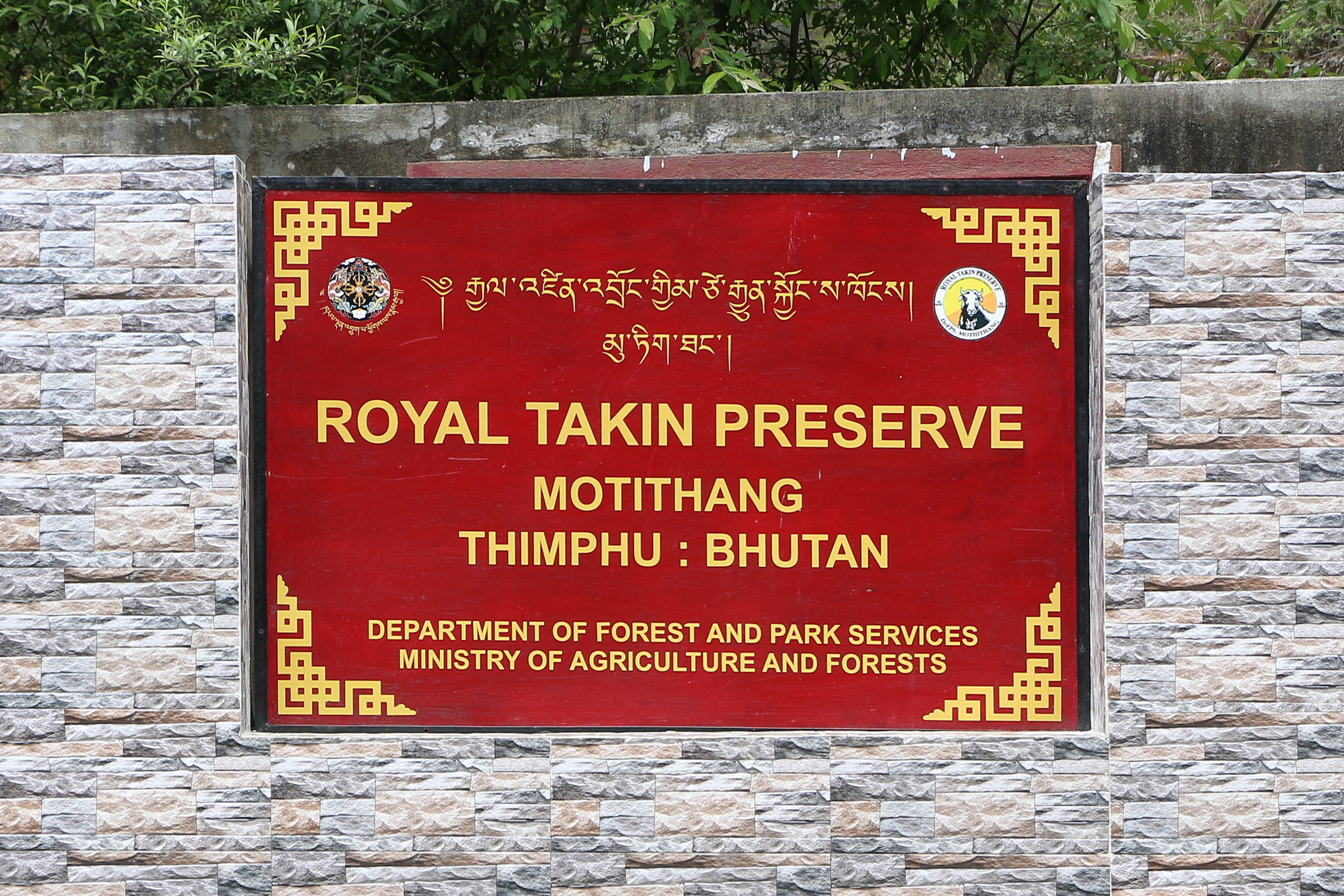
Hinweistafel

Das Motithang Takin Preserve ist ein am östlichen Stadtrand von Thimphu im Königreich Bhutan befindliches zooähnliches Naturreservat.

## Geschichte
Takine (Budorcas) wurden schon in früheren Jahrhunderten in Bhutan verehrt. Einer Legende zufolge wurden die Tiere von dem Heiligen und Meister des tibetischen Buddhismus Drugpa Künleg erschaffen, der von der Bevölkerung aufgrund seiner zur damaligen Zeit bisweilen ungewöhnlichen Handlungen den Beinamen The Divine Madman (der heilige Narr) erhielt. Zunächst wurden Takine in einem kleinen Zoo gehalten. Als es jedoch ein früherer König von Bhutan für nicht angemessen hielt, dass Tiere in einem buddhistischen Land in Gefangenschaft gehalten werden, wurden die Takine freigesetzt. Da sie jedoch an Menschen gewöhnt waren, die sie stets mit Futter versorgt hatten, wanderten sie nicht weit weg, sondern suchten in den Straßen von Thimphu nach Nahrung. Um die Tiere unter Kontrolle zu halten und zu schützen, wurde daraufhin das Motithang Takin Preserve geschaffen. Es handelt sich dabei um ein 8,4 Hektar großes, sehr waldreiches Gebiet, das für die Tiere auch ruhige Rückzugsgebiete enthält. Die bhutanischen Behörden überwachen die Pflege der Tiere, da der Takin den Status des nationalen Tiers von Bhutan erhielt und damit eine symbolträchtige Bedeutung erlangte (Nationalsymbol). Aufgrund der nationalen Bedeutung, jedoch auch wegen des etwas ungewöhnlichen Aussehens sowie der Zutraulichkeit der Tiere, entwickelt sich das Motithang Takin Preserve mehr und mehr zu einer Touristenattraktion.
Da der Mishmi-Takin (Budorcas taxicolor) von der Weltnaturschutzorganisation IUCN als „gefährdet“ (vulnerable) eingestuft wird, werden besondere Anstrengungen unternommen, die Tiere zu pflegen und zu züchten. Seit dem 25. November 2005 werden Takine im Motithang Takin Preserve für Besucher gezeigt.

## Tierbestand
Im Motithang Takin Preserve lebten im Jahr 2018 insgesamt 17 Takine. Mit diesen Individuen ist ein Zuchtprogramm entwickelt worden, um die genetische Vielfalt der Art zu bewahren. Da die meisten Individuen relativ zutraulich sind, lassen sie sich von Besuchern füttern. Neben Takinen werden im Motithang Takin Preserve außerdem Pferdehirsche (Cervus unicolor), Gorale (Naemorhedus) und Seraue (Capricornis) gehalten. Im Folgenden ist eine Bild-Auswahl einiger Tiere und Anlagen des Motithang Takin Preserve gezeigt:

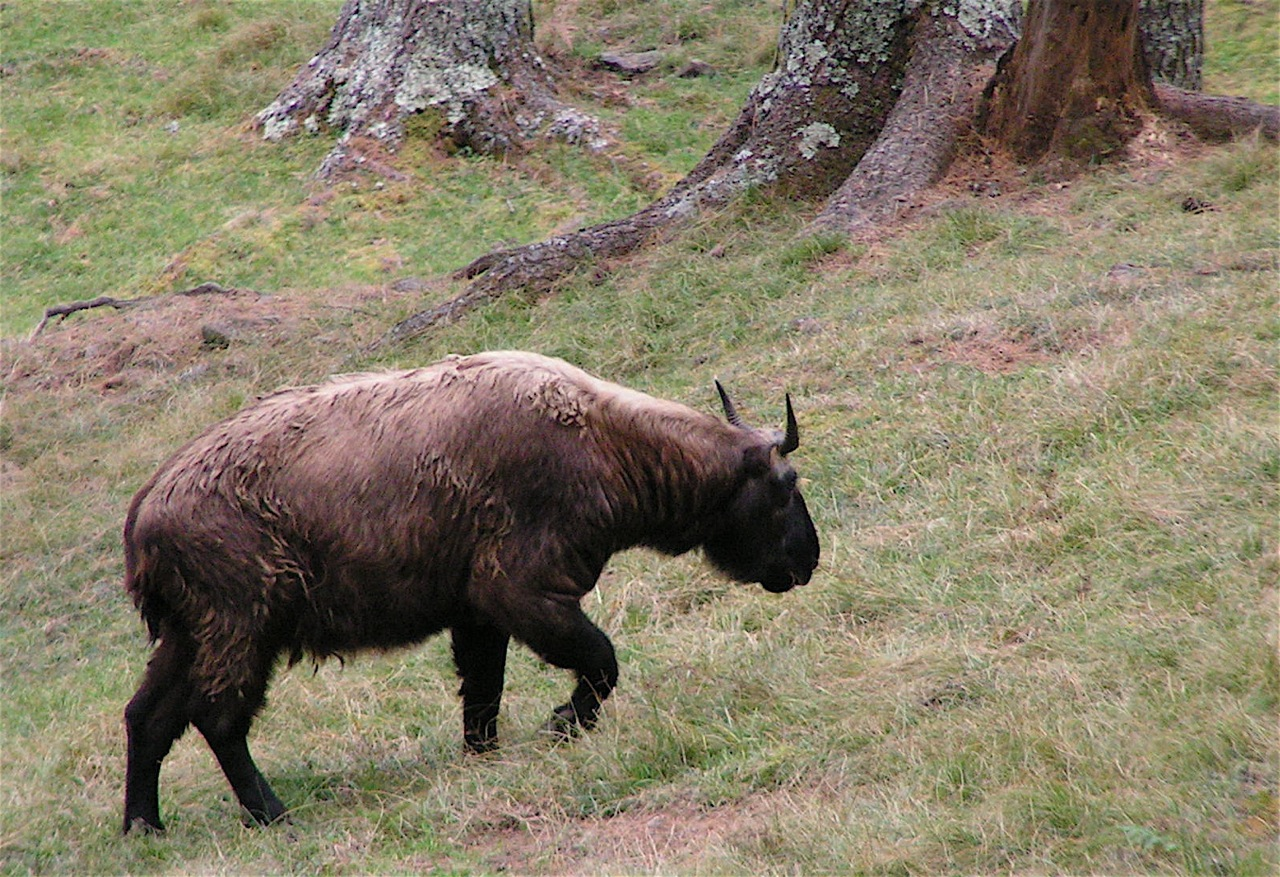
Takin am Hang
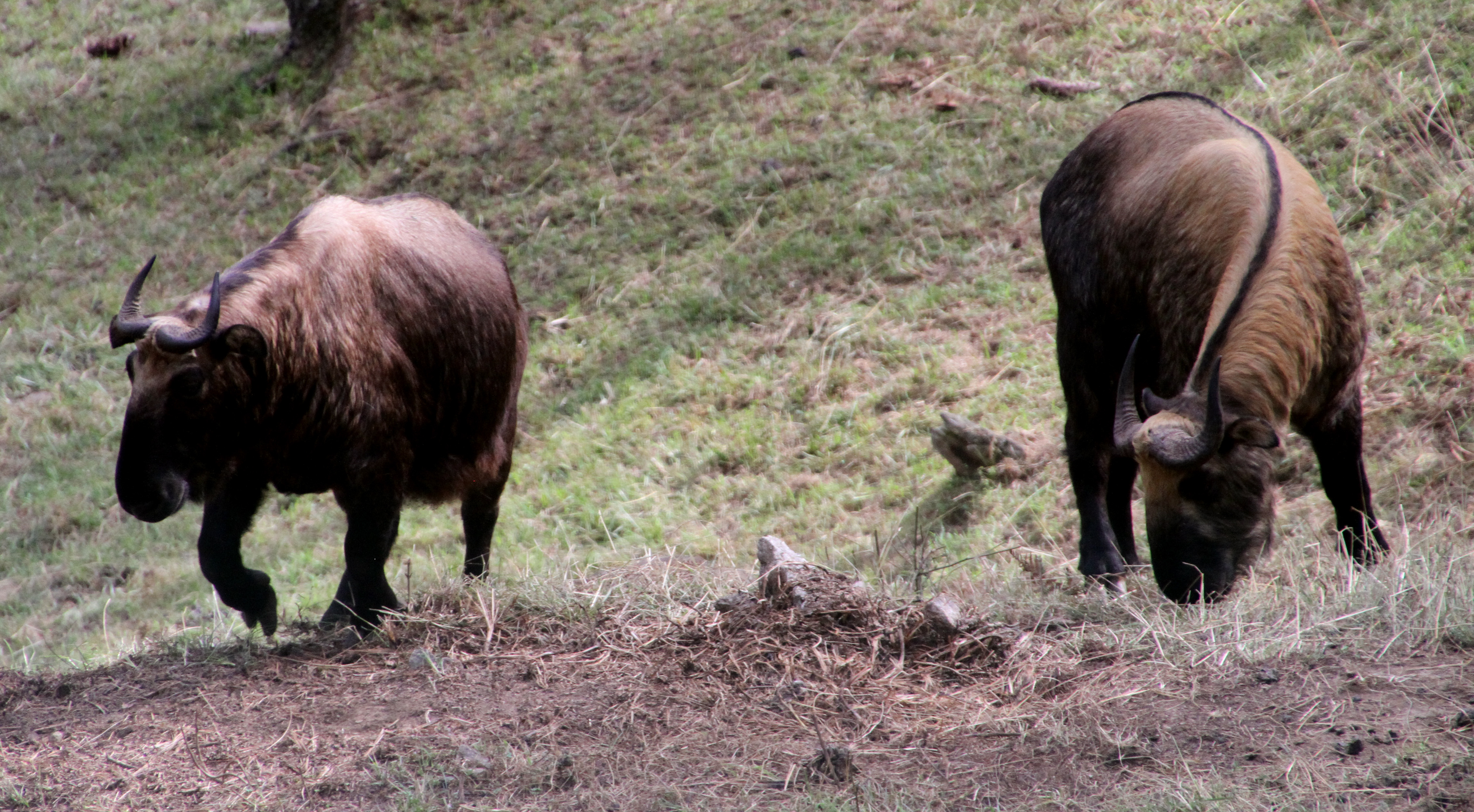
Takine 2015
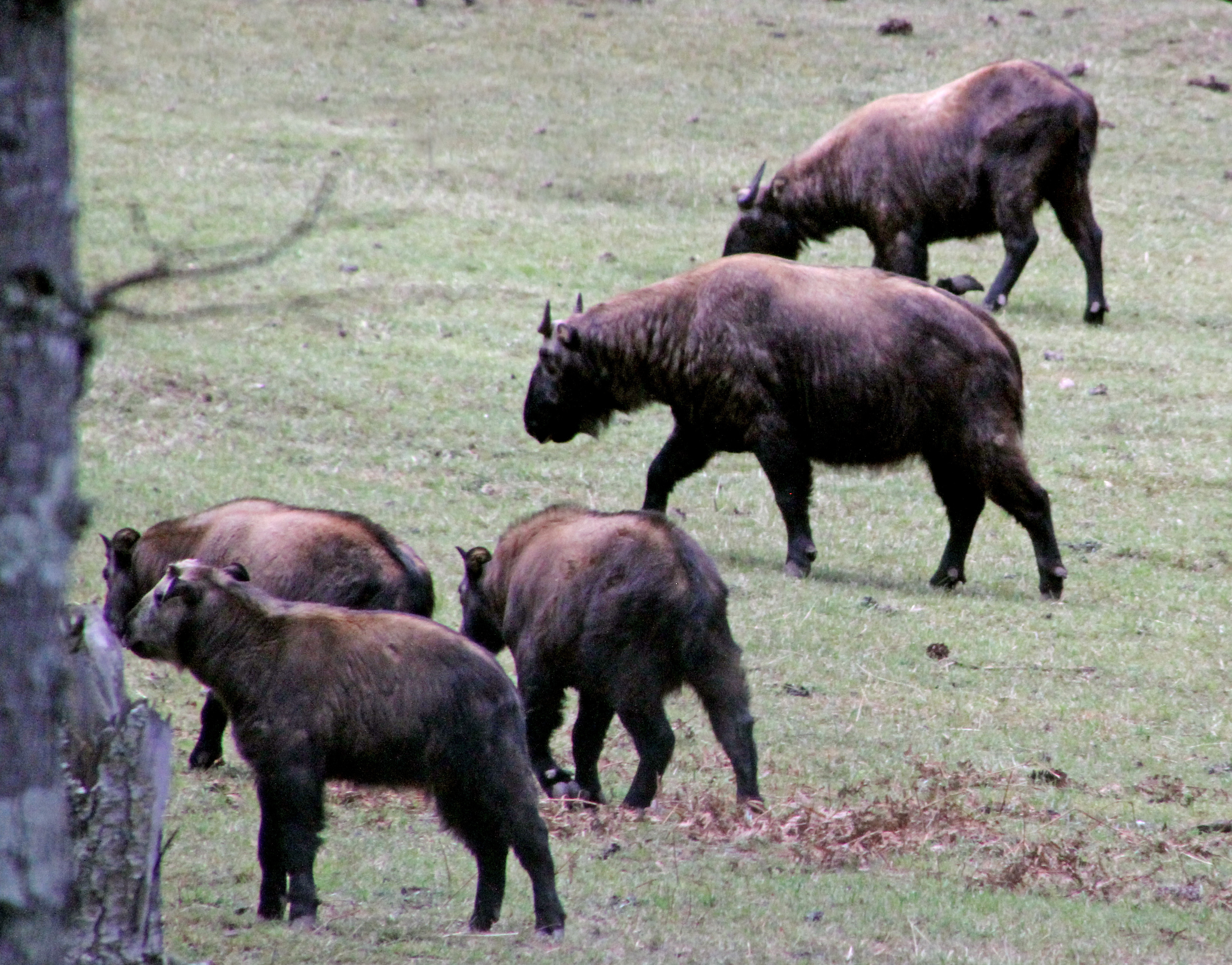
Takin-Gruppe
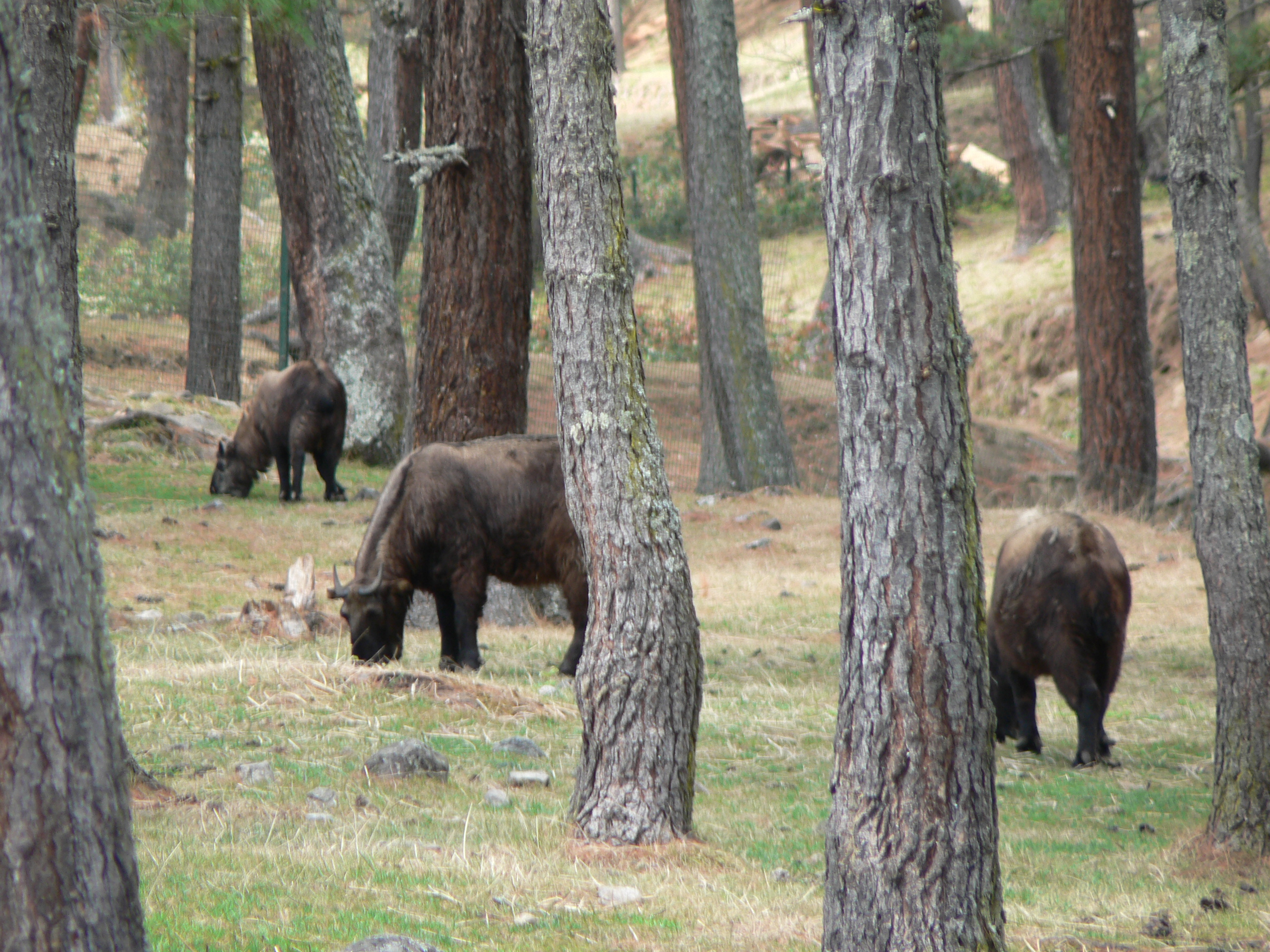
Grasende Takine
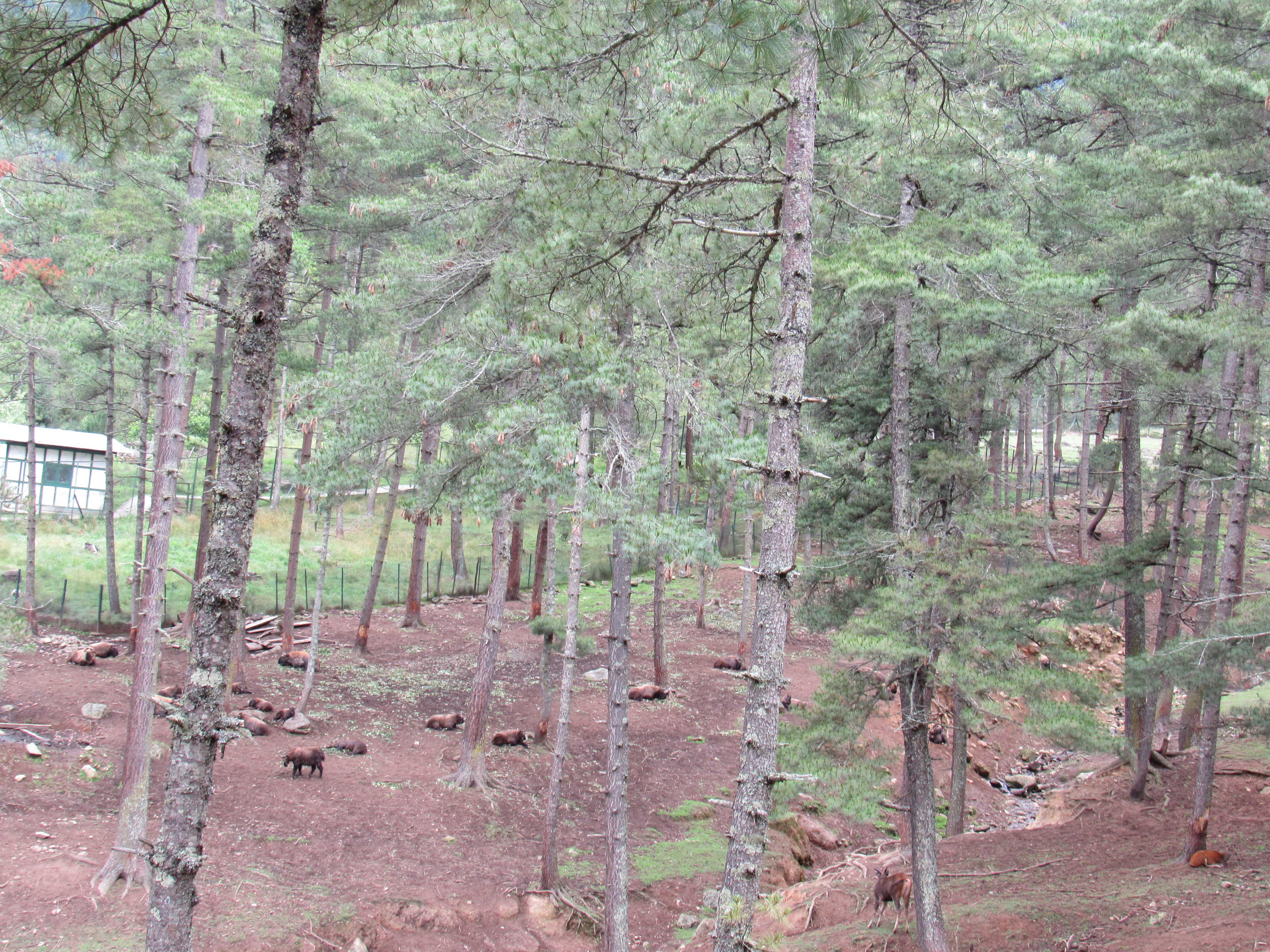
Blick über die Takin-Anlage
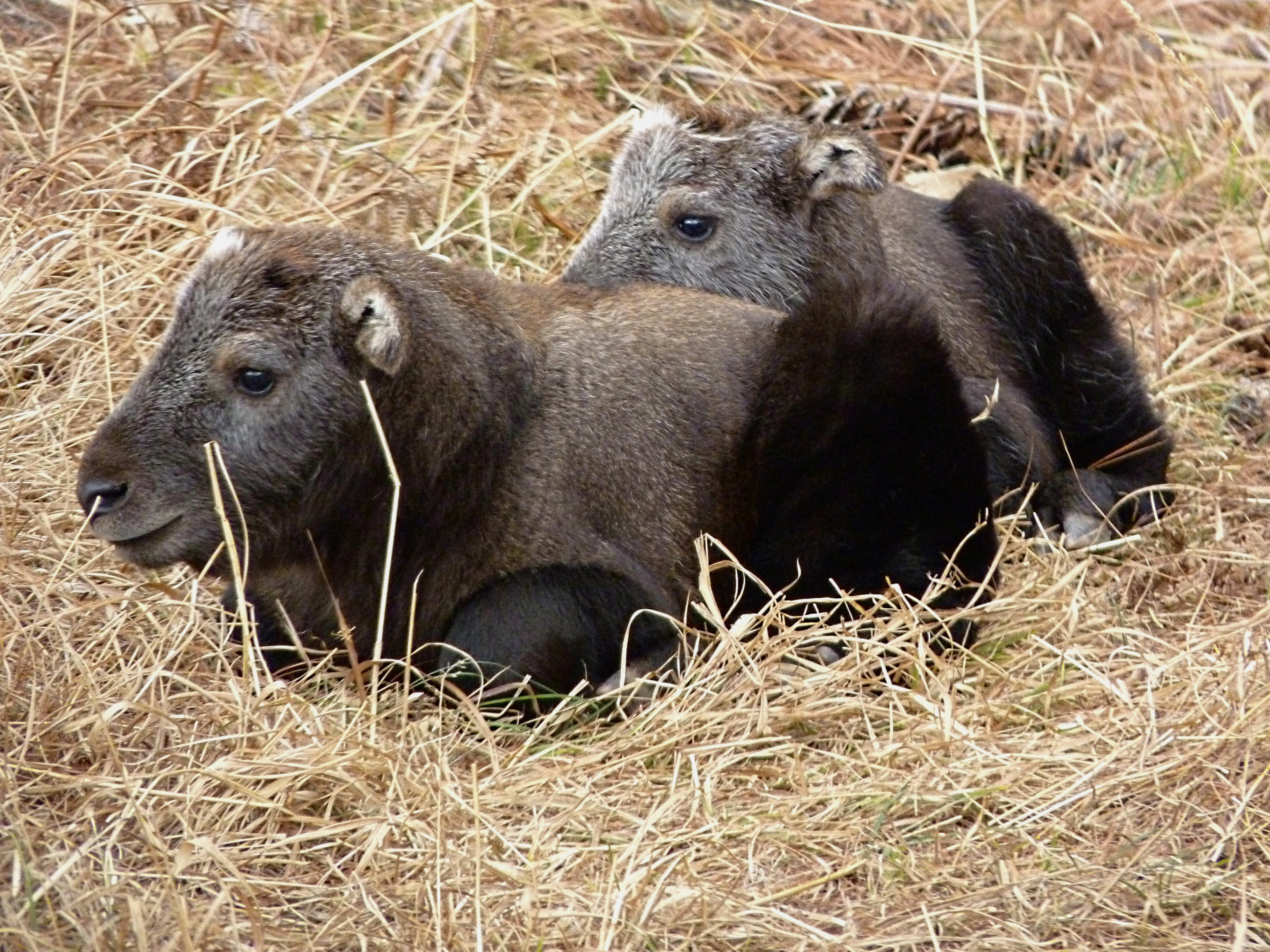
Zwei Takin-Jungtiere
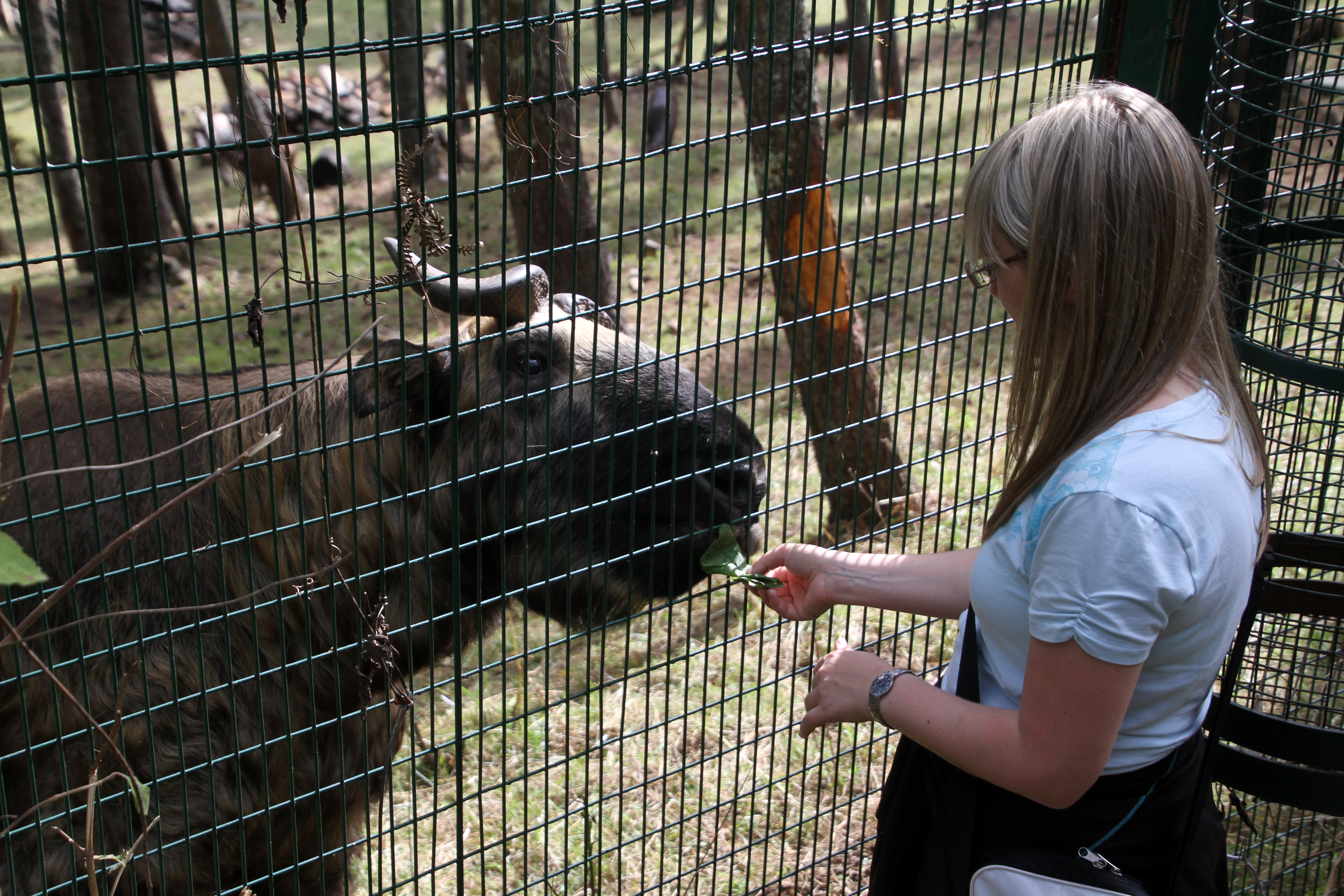
Besucher füttern einen Takin
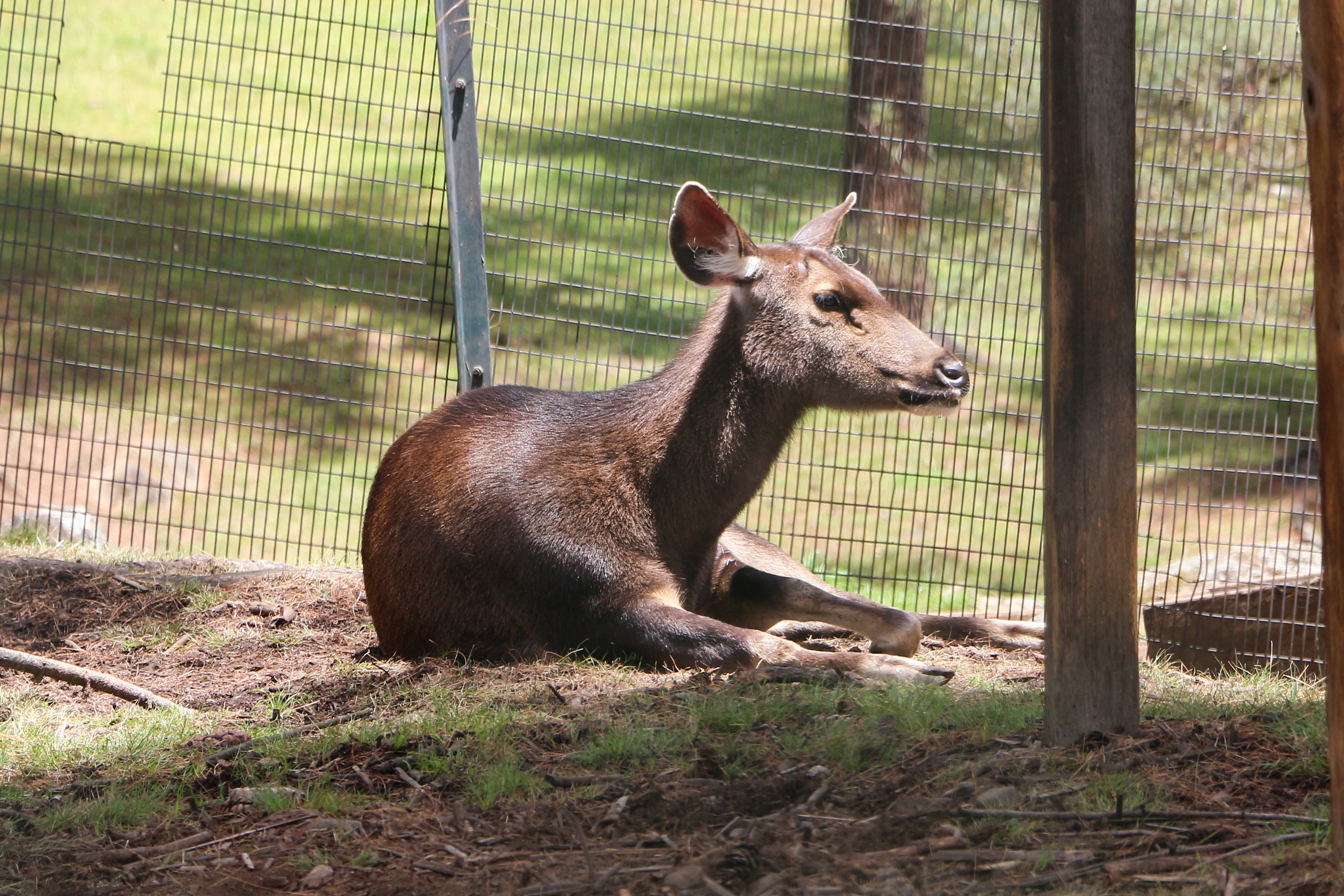
Pferdehirsch, Weibchen